# Stojan Mihajlovski
Stojan Mihajlovski, oppure Stoyan Mihaylovski (Elena, 7 gennaio 1856 – Sofia, 3 agosto 1927), è stato un poeta e drammaturgo bulgaro.

## Biografia

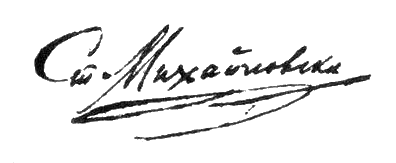
Firma di Stojan Mihajlovski

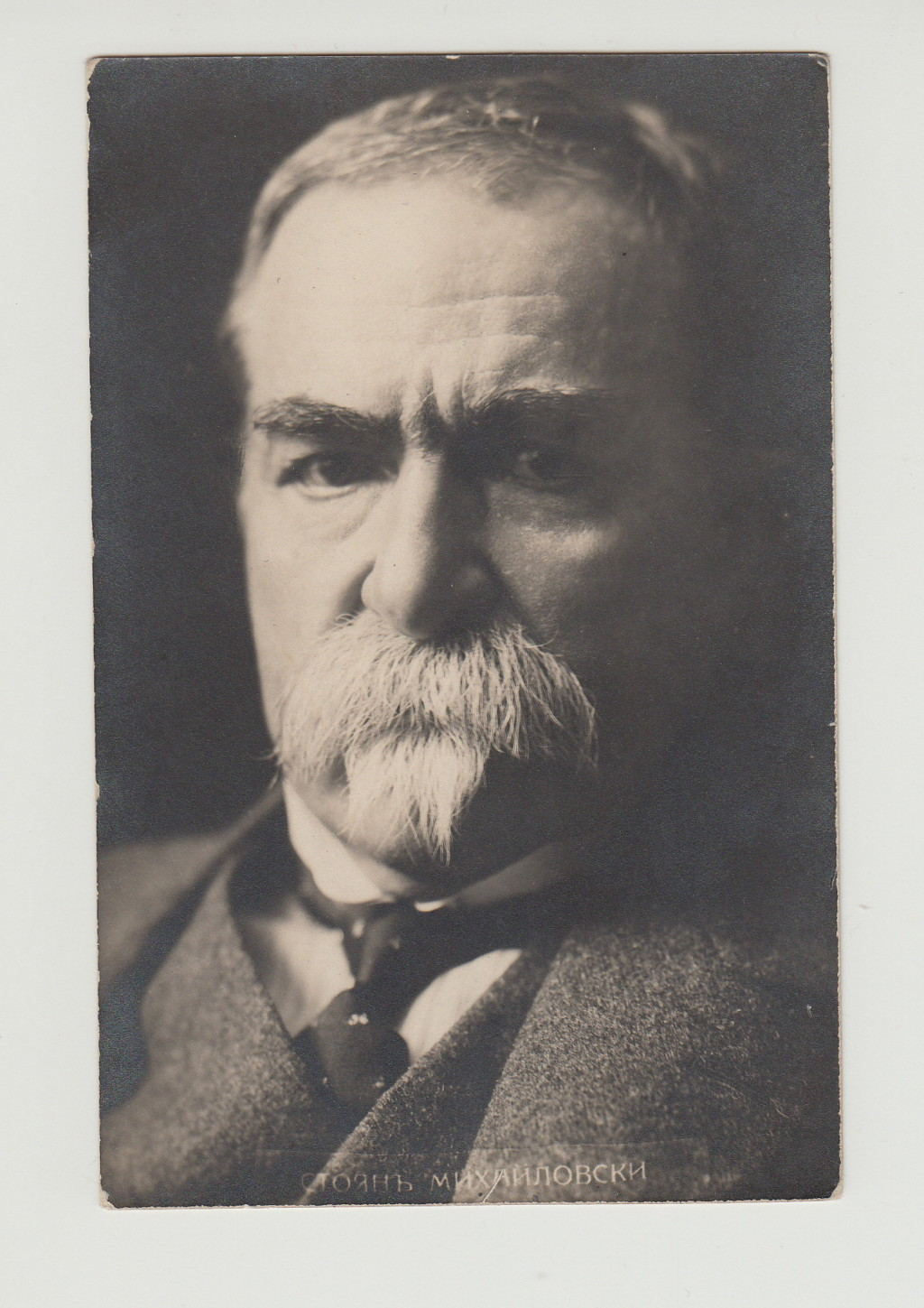
Stojan Mihajlovski dopo il 1926

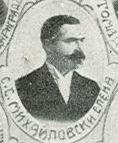
Ritratto di Stojan Mihajlovski

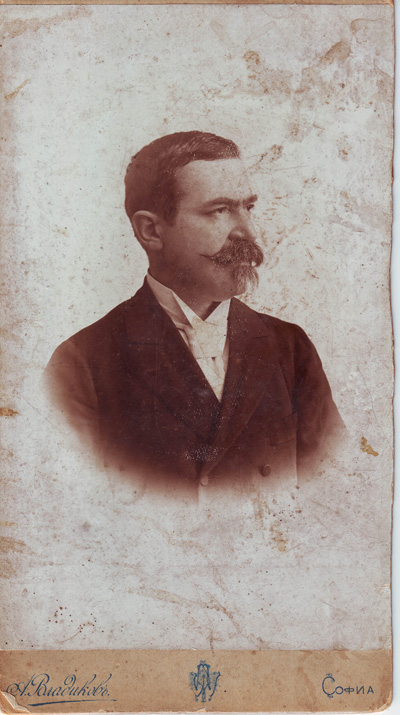
Ritratto di Stojan Mihajlovski nel 1880

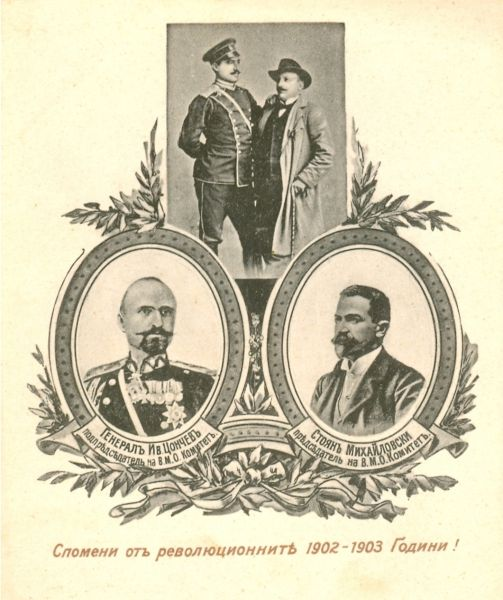
Cartolina con Ivan Tsonchev e Stojan Mihajlovski, nel 1903

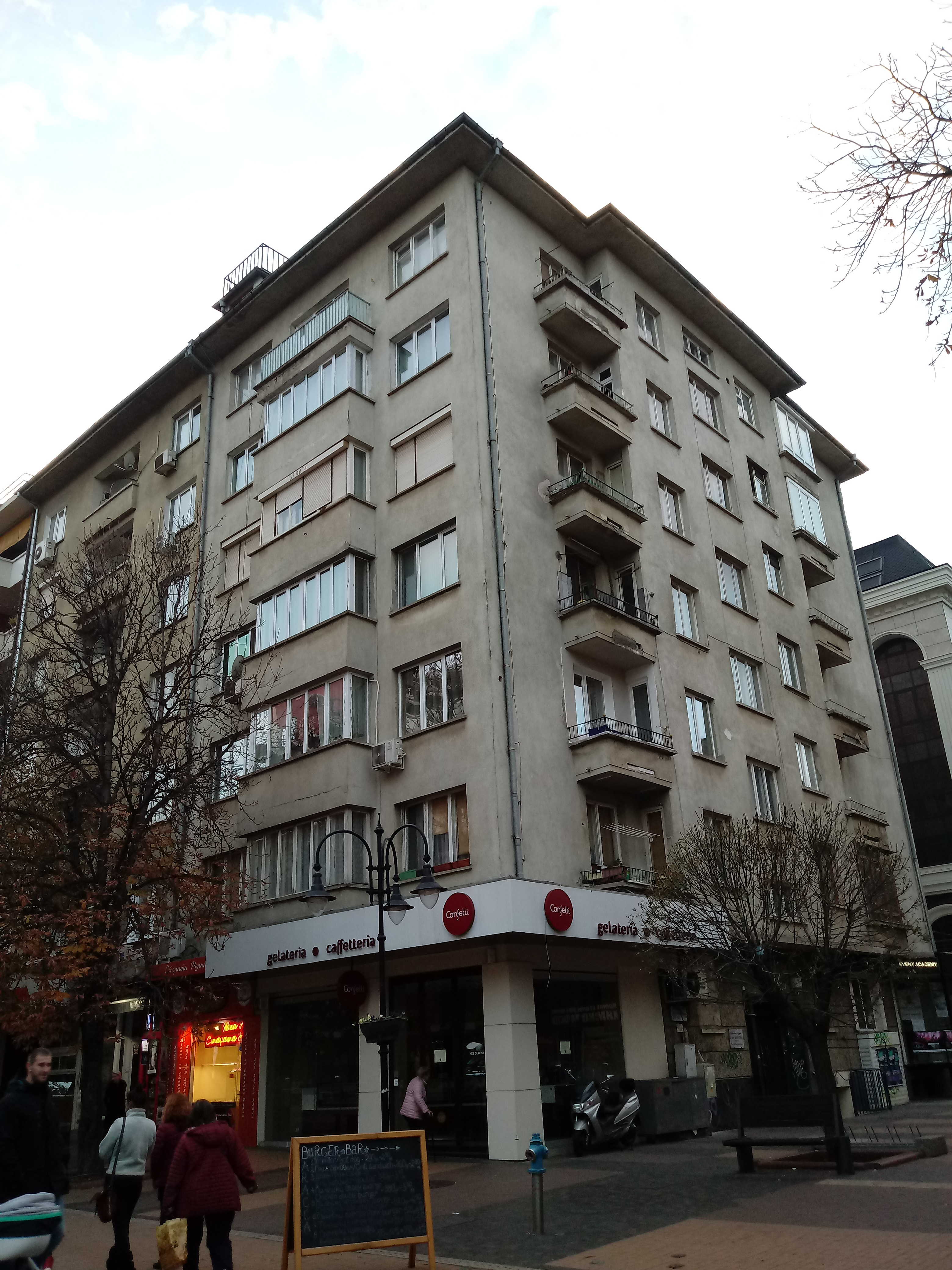
Casa di Stojan Mihajlovski a Sofia, con targa commemorativa

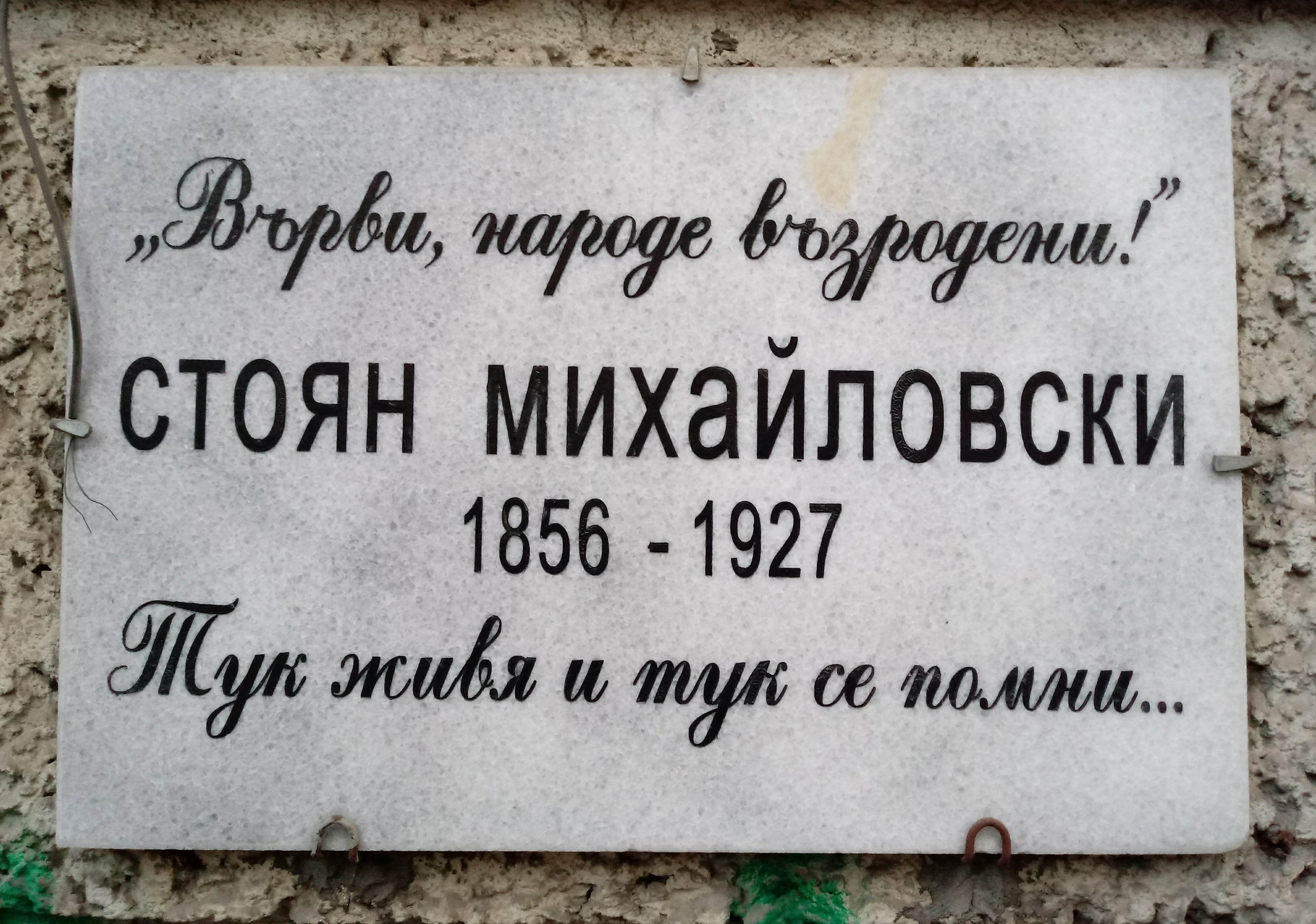
Targa commemorativa nella casa di Stojan Mihajlovski a Sofia

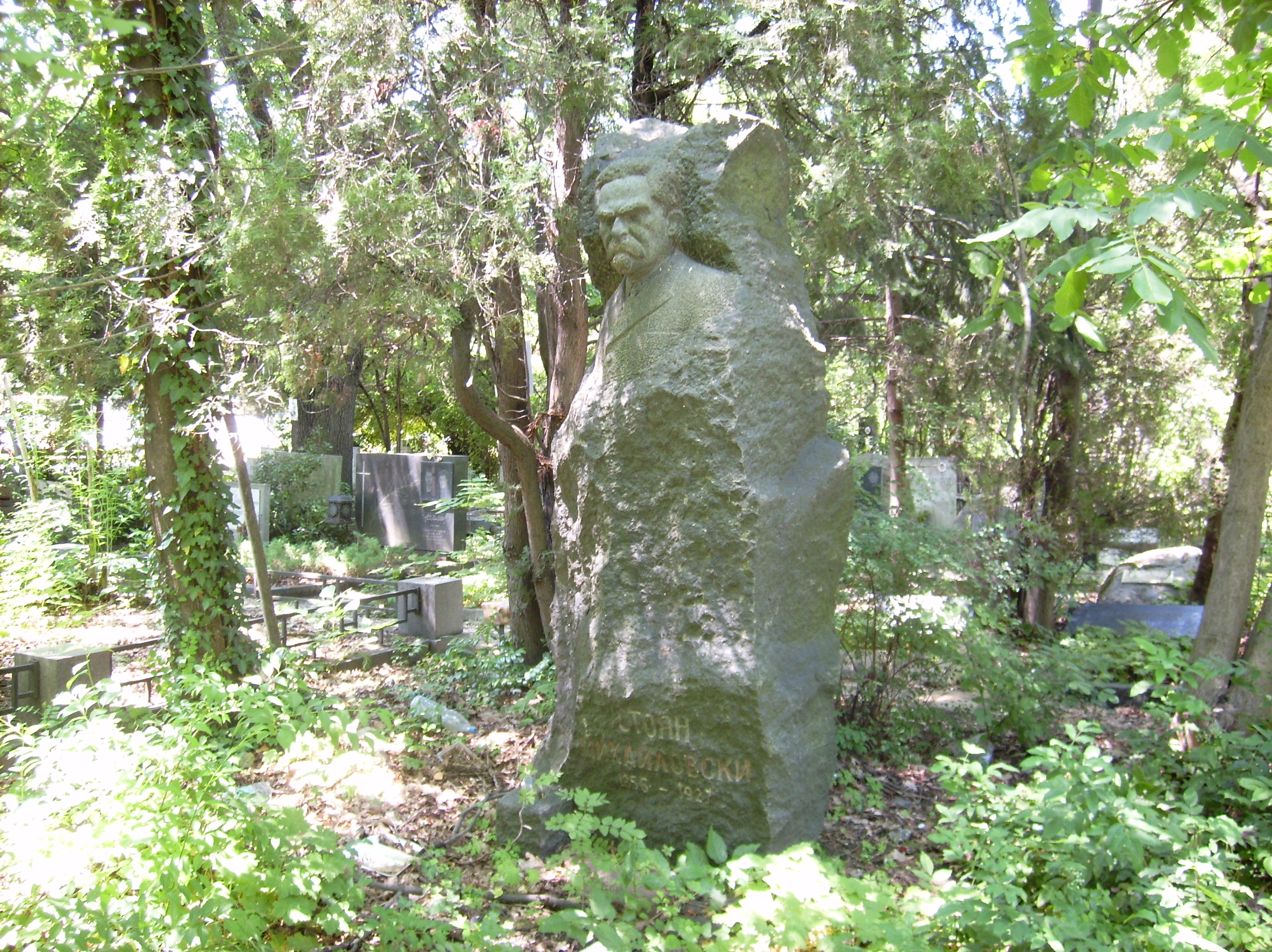
Tomba di Stojan Mihajlovski al cimitero centrale di Sofia

Stojan Mihajlovski nacque a Elena, in Bulgaria il 7 gennaio 1856, in una famiglia benestante; suo fratello Nikola fu un importante giornalista e traduttore.
Stojan Mihajlovski studiò nella città natale, oltre che a Tirnovo,  diplomandosi nel Liceo Galatasaray di Istanbul nel 1872.
Tra il 1872 e il 1874 insegnò a Dojran, in Macedonia del Nord.
Poi andò in Francia e studiò legge ad Aix-en-Provence, nella regione della Provenza-Alpi-Costa Azzurra.
Nel 1878 tornò in Bulgaria dopo che parte della Bulgaria fu separata dall'Impero ottomano.
Nel 1905, si ritirò dalla vita attiva dopo una serie di critiche al principe Ferdinando I di Bulgaria, scritte in articoli e opuscoli, proprio pochi anni prima in cui, con la proclamazione de jure dell'indipendenza della Bulgaria dall'Impero ottomano, il 5 ottobre 1908 il principe Ferdinando I venne acclamato con il titolo di Zar di Bulgaria.
Durante la sua esistenza, Mihajlovski ha lavorato in diverse attività:  dedicandosi al giornalismo collaborando con la Voce popolare di Plovdiv nel 1880; all'insegnamento universitario, dal 1892 al 1894 e dal 1897 al 1899, come docente di francese presso la facoltà di giurisprudenza e facoltà di storia e filologia dell'Università di Sofia, dal 1895 al 1899, fu lettore di storia letteraria presso la stessa università; si impegnò in politica, risultando eletto deputato all'Assemblea Nazionale, nel 1886-1887, nel 1894-1896 e nel 1903-1908; all'amministrazione della giustizia come segretario capo del Ministero della Giustizia, carica che mantenne fino al 1884; nel 1882 fu membro dell'Accademia delle scienze bulgara, ma soprattutto si dedicò alla letteratura.
Mihajlovski si distinse per la satira con tendenze sarcastiche, tramite la quale criticò la corruzione della classe dirigente ed il servilismo di alcuni giornalisti, che si dedicano al pettegolezzo; rappresentò il satirico del gruppo letterario Vazov. Fu sia un cristiano credente sia un nichilista decadente.
La sua poesia, intrisa di temi mitologici e religiosi, cercò di raggiungere una unione tra filosofia, poesia, politica. Nella filosofia i suoi versi satirici si orientarono alla cosmogonia; nella spiritualità approfondì l'antagonismo tra la vita e la morte, il bene e il male, la libertà e non libertà, l'ascetismo e l'autoritarismo; nella politica l'argomento prevalente è la ricerca della libertà, il trionfo della mediocrità e dell'oppressione.
Nella sua poesia, fondamentale risultò anche il gusto esopico, miscelato dagli esempi di Ivan Andreevič Krylov e di Jean de La Fontaine.
Il moralistico Poema del male (Poema na zloto, 1889) di Stojan Mihajlovski si rivelò un tentativo originale di introdurre un nuovo linguaggio di riflessione artistica nella letteratura bulgara, sul tema universale della religione. Facendo uso di una parafrasi del tema biblico della cacciata dall'Eden, Mihajlovski si interrogò sulla fonte del malcostume nell'uomo, approfondendo l'argomento in relazione alla società contemporanea; e cercò l'invariabile in ciò che è variabile.Il Poema del male di Mihajlovski rappresentò un interessante studio del poeta di limitare le insidie del pensiero dualistico e il pessimismo antropologico ad esso collegato.
Nel 1892, Stojan Mihajlovski scrisse il testo dell'inno delle istituzioni scolastiche con il suo primo verso, «Vai avanti, gente, rivivere...». L'inno è intitolato Inno di San Cirillo e Metodio e comprende quattordici versi, di cui soprattutto i primi sei vengono eseguiti oggi. Panayot Pipkov compose la musica per l'inno l'11 maggio 1900. L'11 maggio è celebrato dalla Chiesa ortodossa come una festa di san Cirillo e Metodio, mentre il 24 maggio si è affermato come celebrazione della scrittura slava, dell'educazione e della cultura bulgara.
Si caratterizzò per elementi satirici, anche se edulcorati, il Libro per il popolo bulgaro (Kniza za bǎlgarskija narod, 1898), incentrato sullo scambio di opinioni politiche tra due personalità autorevoli turche, pretesto per confrontare la mentalità degli arrivisti contemporanei con le istanze riformistiche e moralizzatrici care a Mihajlovski,oltre che i possibili compromessi tra l'anarchia e l'asservimento.
Un buon successo ottenne Mihajlovski anche nella drammaturgia, con la commedia intitolata Quando gli dei ridono (Kogato bogovete se smejat).
Stojan Mihajlovski morì a Sofia nel 1927.

## Opere
- Scene della vita parlamentare in Bulgaria (1884);
- Dio. Poesie bibliche (1889);
- Poema del male (1889);
- Novissima verba (poesie, 1889);
- Corde di ferro (poesie, 1890);
- Currente calamo (poesie sacre, 1890);
- Libro senza titolo (poesie, 1892);
- Satire. I nostri scrittori e articoli di cancelleria (1893);
- Sonetti filosofici e satirici (1895);
- Libro per il popolo bulgaro (1898);
- Dalla strada principale (note e riflessioni, 1901);
- Risveglio e aumento (1902);
- Un libro sugli offesi e sui diseredati (1903);
- Leggende orientali (1904);
- Oggi martello, domani incudine (1905);
- Dalla rovina al fallimento (saggio, 1905);
- I devoti divennero dei (1908);
- Una posizione per il popolo bulgaro e l'intelligenza bulgara (1911);
- Scritti (1918);
- Opere selezionate 1931 (1938);
- Favole raccolte (1939);
- Opere inedite (1940-1941);
- Favole. Epigrammi. Satire. Testi (1967).